# Amelte
 Amelte  is een voormalig gehucht in de provincie Drenthe. Het lag ten oosten van Assen en was deel van de marke van Anreep. De straat ter plaatse is genoemd naar het gehucht evenals het Amelterbos dat ten westen van het voormalige gehucht ligt.
Ter Aard · Anreep · Graswijk · De Haar · Loon · Norgervaart (deels) · Rhee · Schieven · Ubbena · Witten · Zeijerveen · Zeijerveld

Drenthe: Steden en dorpen      Nederland: Provincies · Gemeenten